# ミオパン
『ミオパン』は、「2009年度フジテレビ新人アナウンサー」松村未央が司会を務めるフジテレビの深夜のトークバラエティ番組。フジテレビ新人アナウンサーによる『○○パン』シリーズの第5弾となり、『下の名前＋パン』の番組名は高島彩が司会だった頃のアヤパン以来となる。松村の愛称にもなっている。

## 概要
- 当番組は、2009年3月20日まで放送していた加藤綾子（フジテレビ)アナウンサーの司会による『カトパン』を引き継ぐ番組であり、2009年10月12日に放送を開始した。『○○パン』シリーズとしては半年振りの復活となった。
- 『チノパン』、『アヤパン』、『ショーパン』、『カトパン』と続いた『○○パン』シリーズの第5弾の番組であった。
- 放送時間は、原則として月曜〜木曜の24時35分〜24時45分となっていた。
- タイトルコールの際の決め台詞『レディゴー！』は、『アヤパン』から引き継がれているもので、月曜日に限り「ミオパン見ようよ月曜日、ミオパン　レディ・ゴー！」となる。(月曜週第一回目、2回目)
- お台場ラーメンPARKに出店した。
- 当番組終了と同時に『○○パン』シリーズは半年間休止したが、2010年10月19日から2010年度フジテレビ新人アナウンサー山﨑夕貴が司会を務める『ヤマサキパン』がスタートした。

## 沿革
- 2009年10月13日：第1回

第1回目のゲストは、生野陽子（ショーパン）＆加藤綾子（カトパン）だった。
- 2010年3月19日：最終回

ゲスト・木村祐一、しずる
- 2010年4月12日：ミオパン最終回は終わったけど30分だけSPやっちゃいますSP!春の歴代パン祭り!!

ゲストは、第1回のゲスト〔生野陽子（ショーパン）＆加藤綾子（カトパン）〕と、マツコ・デラックスだった。

## 曜日別コーナー
月曜日
- ミオパンマンデー
松村がゲストに視聴者のお便りから質問をするコーナー。2009年10月26日のゲスト風間ゆみえの回で、ミオパンファッションショーが放送された。
オープニングでは視聴者から送られる「ミオ」にちなんだダジャレを毎回披露している。
2010年1月からは逆に松村にゲストからの質問を受け付けていた。

火曜日
- ミオパンクエスト
松村がゲストの出した宿題をクリアすると、ゲストの秘密を暴露できる。宿題実行中は、ドラゴンクエスト風画面になり、ドラゴンクエストの戦闘中BGMがかかる。
  1. LEVEL1（2009年10月14日）中川翔子「ありがとうの笑顔」のミュージックビデオを実況せよ
  2. LEVEL2(2009年10月21日)WE LOVE ヘキサゴン 2009の告知ナレーションを間違えずに読む
  3. LEVEL3 （2009年11月4日）コルテオの告知を間違えるな
  4. LEVEL4（2009年11月11日）千野志麻からのアドバイスを聞け
  5. LEVEL5（2009年11月18日）バブルガム・ブラザーズのアルバム「DA BUBBLEGUM BROTHERS SHOW〜多力本願〜」の素晴らしさを30秒で伝えろ
  6. LEVEL6（2009年11月25日）DVD『スチャダラパーの悪夢』の告知ナレーションを間違えずに読む
  7. LEVEL7（2009年12月2日）青山テルマの早口言葉をかまずに言え
  8. LEVEL8（2009年12月9日）「蛯原友里BOX 愛してる」のミオパンお気に入りポーズを表現せよ
  9. LEVEL9（2009年12月16日）愛内里菜のアルバム『ALL SINGLES BEST 〜THANX 10th ANNIVERSARY〜』を実況せよ
  10. LEVEL10（2010年1月6日）ビビる大木と新しい新年の挨拶を考えよ
  11. LEVEL11（2010年1月13日）梅田直樹 featuring Joyの『BE WITH YOU』の告知ナレーションを間違えずに読む
  12. LEVEL12（2010年1月20日）ダイアモンド☆ユカイと『Imagine』をデュエットせよ
  13. LEVEL13（2010年1月27日）HALCARIのENDLESS NIGHTのミュージックビデオを実況せよ
  14. LEVEL15（2010年2月3日）映画『人間失格』の告知ナレーションを間違えずに読む
  15. LEVEL16（2010年2月10日）サーターアンダギーにヤンバルクイナが飛んだについて聞け
  16. LEVEL18（2010年2月17日）新選組リアンに本当に僕でいいんですかについて聞け
  17. LEVEL19（2010年2月24日）インディゴの夜の告知ナレーションを間違えずに読む
  18. LEVEL20（2010年3月3日）ハライチのDVDについて聞け
  19. LEVEL21（2010年3月10日） 物真似をせよ
  20. LEVEL23（2010年3月17日）ナイツ塙のズレボケに突っ込め

水曜日
- ホレんなよ（2009年10月15日 - 2009年12月8日）
ゲストの異性への口説き文句を教えてもらう。
- 1億円の使い方（2009年12月15日 - 2010年1月28日）
- マネージャーリサーチ!チョイビリーバボー（2010年2月4日 - 3月18日）

木曜日
- コレが私の絶対NG!（2009年10月16日 - 2010年3月12日、2010年4月12日）
ゲストのタブーを教えてもらう。コーナー初回は有吉弘行のタブーだった。余談だが、この回で松村アナは有吉から「早めのフライデー」のあだ名を付けられた。
- マネージャーリサーチ!チョイビリーバボー（2009年3月19日）

## テーマ曲
- Bachelor Pad （Fantastic Plastic Machine）

## 同時ネット放送局
- フジテレビ
- 岩手めんこいテレビ
- 仙台放送